# 图尔维茨
图尔维茨是奥地利施蒂利亚州格拉茨城郊县的一个市镇。总面积11.56平方公里，总人口523人，人口密度45.2人/平方公里（2005年）。